# Bupleurum mongolicum
Bupleurum mongolicum är en flockblommig växtart som beskrevs av V.M.Vinogr. Bupleurum mongolicum ingår i släktet harörter, och familjen flockblommiga växter. Inga underarter finns listade i Catalogue of Life.